# العلاقات الدومينيكية النيبالية
العلاقات الدومينيكية النيبالية هي العلاقات الثنائية التي تجمع بين دومينيكا ونيبال.

## مقارنة بين البلدين
هذه مقارنة عامة ومرجعية للدولتين:
| وجه المقارنة                                              | دومينيكا              | نيبال                             |
| --------------------------------------------------------- | --------------------- | --------------------------------- |
| المساحة (كم2)                                             | 751                   | 147.18 ألف                        |
| عدد السكان (نسمة)                                         | 73.92 ألف             | 29.40 مليون                       |
| الكثافة السكانية (ن./كم²)                                 | 9.84 ألف              | 199.76                            |
| العاصمة                                                   | روسو                  | كاتماندو                          |
| اللغة الرسمية                                             | لغة إنجليزية          | اللغة النيبالية                   |
| العملة                                                    | دولار شرق الكاريبي    | روبية نيبالية                     |
| الناتج المحلي الإجمالي (بليون دولار)                      | 562.54 مليون          | 24.47 مليار                       |
| الناتج المحلي الإجمالي (تعادل القوة الشرائية) بليون دولار | 789.63 مليون          | 70.20 مليار                       |
| الناتج المحلي الإجمالي الاسمي للفرد دولار أمريكي          | 7.12 ألف              | 743                               |
| الناتج المحلي الإجمالي للفرد دولار أمريكي                 | 10.88 ألف             | 2.37 ألف                          |
| مؤشر التنمية البشرية                                      | 0.724                 | 0.548                             |
| رمز المكالمات الدولي                                      | +1767                 | +977                              |
| رمز الإنترنت                                              | .dm                   | .np                               |
| المنطقة الزمنية                                           | 00، توقيت أطلنطي موحد | UTC+05:45، التوقيت الموحد لنيبال ‏ |

## منظمات دولية مشتركة
يشترك البلدان في عضوية مجموعة من المنظمات الدولية، منها:
| علم المنظمة | اسم المنظمة                        | تاريخ انضمام دومينيكا | تاريخ انضمام نيبال |
| ----------- | ---------------------------------- | --------------------- | ------------------ |
|             | مؤسسة التنمية الدولية              | 29 سبتمبر 1980        | 6 مارس 1963        |
|             | يونسكو                             | 9 يناير 1979          | 1 مايو 1953        |
|             | مؤسسة التمويل الدولية              | 29 سبتمبر 1980        | 7 يناير 1966       |
|             | منظمة حظر الأسلحة الكيميائية       | ?                     | ?                  |
|             | الأمم المتحدة                      | 18 ديسمبر 1978        | 14 ديسمبر 1955     |
|             | منظمة الشرطة الجنائية الدولية      | ?                     | ?                  |
|             | البنك الدولي للإنشاء والتعمير      | 29 سبتمبر 1980        | 6 سبتمبر 1961      |
|             | الاتحاد البريدي العالمي            | ?                     | ?                  |
|             | وكالة ضمان الاستثمار متعدد الأطراف | 7 أكتوبر 1991         | 9 فبراير 1994      |
|             | منظمة التجارة العالمية             | ?                     | ?                  |

## وصلات خارجية
- موقع وزارة الخارجية النيبالية